# مايك مارشال (لاعب كرة قاعدة أمريكي)
مايك مارشال (بالإنجليزية: Mike Marshall) هو لاعب كرة قاعدة أمريكي، ولد في 15 يناير 1943 في أدريان في الولايات المتحدة.

## وصلات خارجية
- الموقع الرسمي
- مايك مارشال (لاعب كرة قاعدة أمريكي) على موقع دوري كرة القاعدة الرئيسي (الإنجليزية)
- مايك مارشال (لاعب كرة قاعدة أمريكي) على موقعبيزبول رفرنس.كوم (الدوري الرئيسي) (الإنجليزية)
- مايك مارشال (لاعب كرة قاعدة أمريكي) على موقعبيزبول رفرنس.كوم (الدوري الثانوي) (الإنجليزية)
- مايك مارشال (لاعب كرة قاعدة أمريكي) على موقع إي إس بي إن.كوم (أم.أل.بي) (الإنجليزية)
- مايك مارشال (لاعب كرة قاعدة أمريكي) على موقع مشجعي الرسوم البيانية (الإنجليزية)